# Аспропиргос
Аспро́пиргос (греч. Ασπρόπυργος) — город в Греции. Расположен на высоте 30 метров над уровнем моря, на Фриасийской равнине, в 15 километрах к северо-западу от центра Афин. В пяти километрах к юго-западу от города расположены город Элефсис и залив Сароникос. С севера город ограничен горой Парнис, а гора Эгалео образует юго-восточную границу общины. Военная авиабаза «Элефсис» расположена западнее города. Административный центр одноимённой общины (дима) в периферийной единице Западная Аттика в периферии Аттика. Население составляет 30 251 жителя по переписи 2011 года. Площадь — 101,983 квадратного километра. Плотность — 296,63 человека на квадратный километр. Димархом общины на местных выборах 2010 года избран Никос Мелетиу (Νίκος Μελετίου), который был переизбран в 2014 году.
Название Аспропиргос состоит из двух греческих слов: άσπρο «белый цвет» и πύργος «башня». До 1899 года (ΦΕΚ 228Α) город назывался Каливия-Хасьяс (Καλύβια Χασιάς). Сообщество Аспропиргос создано в 1912 году (ΦΕΚ 262Α), в 1949 году (ΦΕΚ 56Α) создана община.
Главная улица города носит название проспект Димократиас (проспект Демократии). Также через город проходят две автодороги: автострада 6 «Атики-Одос» Элефсис — Афины и автострада 65 Ано-Льосия — Аспропиргос. Промышленная зона расположена на юго-восточной окраине города. Через железнодорожную станцию «Аспропиргос» на линии Аэродром Афин — Патры проходят пригородные поезда Проастиакос, следующие из аэропорта «Элефтериас Венизелос» в город Кьятон.
Граничит с общиной Танагра на севере, с Ахарне — на востоке, с Петруполис — на юго-востоке, с Хайдарион — на юге, с заливом Сароникос на юго-западе, с общиной Элефсис — на западе.

## Промышленность
Нефтеперерабатывающий завод Aspropyrgos Refinery, расположенный на юге общины, занимается переработкой нефти, импортируемой из стран Ближнего Востока и России, на протяжении многих лет и является крупнейшим в Греции нефтеперерабатывающим заводом, с объемом продукции в 135 000 баррелей в день. Следствием такого крупного производства является высокий уровень загрязнения прилегающей территории. Завод имеет складские и производственные площади в южных и восточных районах города, а также частично в западной части и в городских доках.

## Население
| Год  | Население, человек |
| ---- | ------------------ |
| 1981 | 12 541             |
| 1991 | 15 674             |
| 2001 | 27 927             |
| 2011 | ↗ 30 251           |